# Kanpur (Division)
Die Division Kanpur ist eine Division im indischen Bundesstaat Uttar Pradesh. Der Verwaltungssitz befindet sich in der Stadt Kanpur. Die Division entstand 2000 aus Teilen der Division Allahabad (Prayagraj). Die Distrikte der Division liegen Nahe der Hauptstadtregion Delhi und weisen einen höheren Entwicklungsgrad auf als der Rest von Uttar Pradesh.

## Distrikte
Die Division Kanpur gliedert sich in sechs Distrikte:
| Distrikt     | Verwaltungssitz | Fläche in km² | Einwohner (2011) | Ew./km² |
| ------------ | --------------- | ------------- | ---------------- | ------- |
| Auraiya      | Auraiya         | 2.016         | 1.379.545        | 684     |
| Etawah       | Etawah          | 2.311         | 1.581.810        | 684     |
| Farrukhabad  | Farrukhabad     | 2.181         | 1.885.204        | 864     |
| Kanpur Dehat | Akbarpur        | 3.021         | 1.796.184        | 595     |
| Kanpur Nagar | Kanpur          | 3.155         | 4.581.268        | 1.452   |
| Kannauj      | Kannauj         | 2.093         | 1.656.616        | 792     |